# Atelothrus gracilis
Atelothrus gracilis är en skalbaggsart som beskrevs av Sharp 1903. Atelothrus gracilis ingår i släktet Atelothrus och familjen jordlöpare. Inga underarter finns listade i Catalogue of Life.